# Ajalon-Höhle
Die Ajalon-Höhle (hebräisch מְעָרַת אַיָּלוֹן Məʿarat Ajjalōn, Plene: מערת איילון) in der Nähe von Ramla, zwischen Tel Aviv und Jerusalem, ist mit mehr als 2700 Metern Länge die zweitgrößte Kalksteinhöhle Israels. Ihr Name ist von ihrer Lage in dem bereits im Alten Testament (Jos 10,12 ) erwähnten Tal von Ajalon abgeleitet. Die Ajalon-Höhle wurde am 24. April 2006 bei Arbeiten im Steinbruch einer Zementfabrik entdeckt. Sie soll zum Schutz der einzigartigen Fauna mit mindestens sechs endemischen Arten von Arthropoden für die Öffentlichkeit unzugänglich bleiben. Der Betreiber des Steinbruchs erklärte, dass sein Unternehmen ungeachtet möglicher Störungen des Betriebs an der Erhaltung der Höhle und ihres Ökosystems interessiert sei.

## Lage und Entdeckung

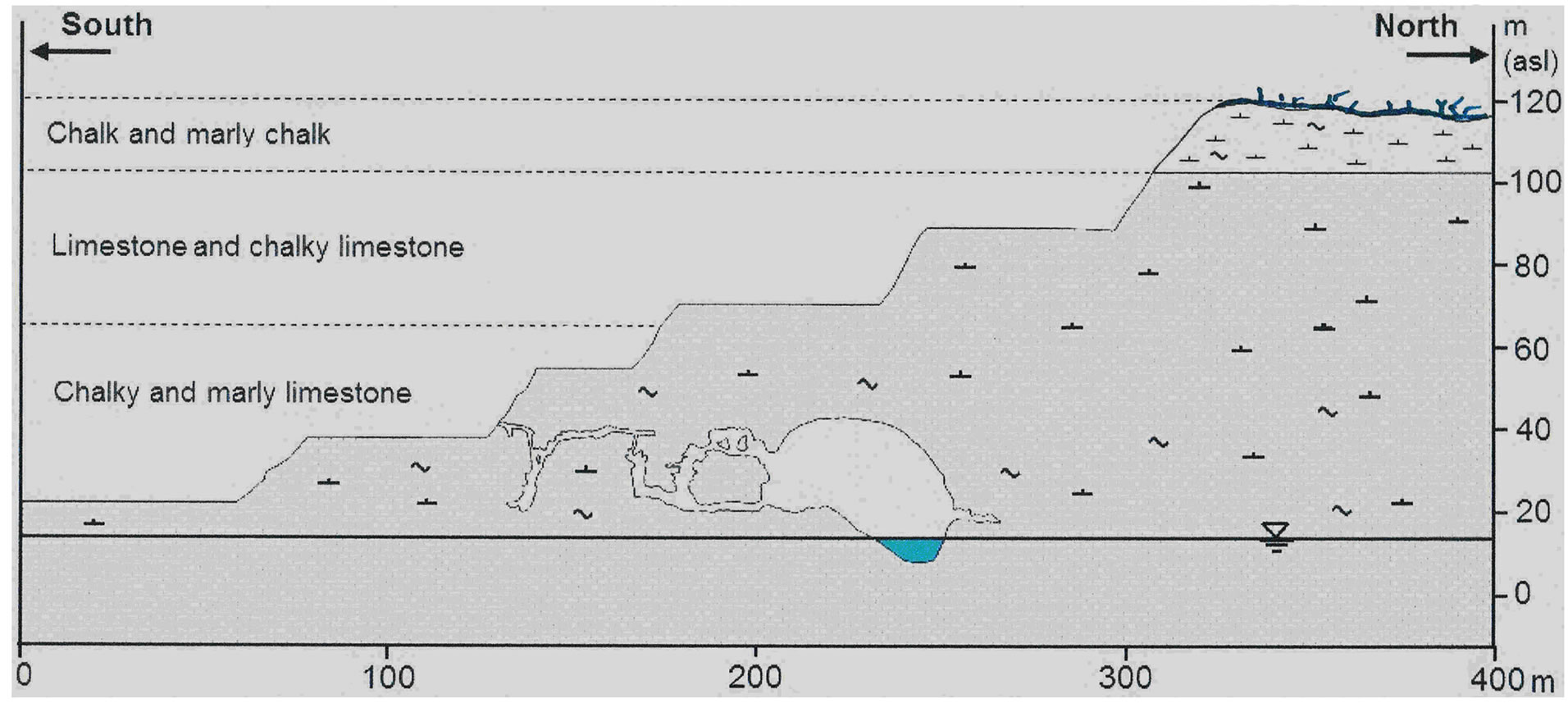
Nordrand des Nesher-Steinbruchs, Querschnitt mit der Ajalon-Höhle

Die Ajalon-Höhle befindet sich etwa vier Kilometer südöstlich der Stadt Ramla und 21 Kilometer vom Mittelmeer entfernt im israelischen Zentralbezirk (Koordinaten: 31° 54′ 37,5″ N, 34° 55′ 39,3″ O). Sie liegt in einem Kalksteinbruch der Nesher Israel Cement Enterprises Ltd., der eine Fläche von etwa 1300 × 600 Metern einnimmt. Die Sohle des Steinbruchs lag im Jahr 2006 etwa 100 Meter unterhalb des ursprünglichen Geländeniveaus, und damit unterhalb des Grundwasserspiegels der 1950er Jahre. Routinemäßige Untersuchungen des Untergrunds ergaben Hinweise auf Hohlräume im Gestein. Bei deren näherer Untersuchung stellten Angehörige der Hebräischen Universität von Jerusalem und ehrenamtliche Helfer des Israel Cave Research Center die Ausdehnung des Höhlensystems fest.

## Geologie

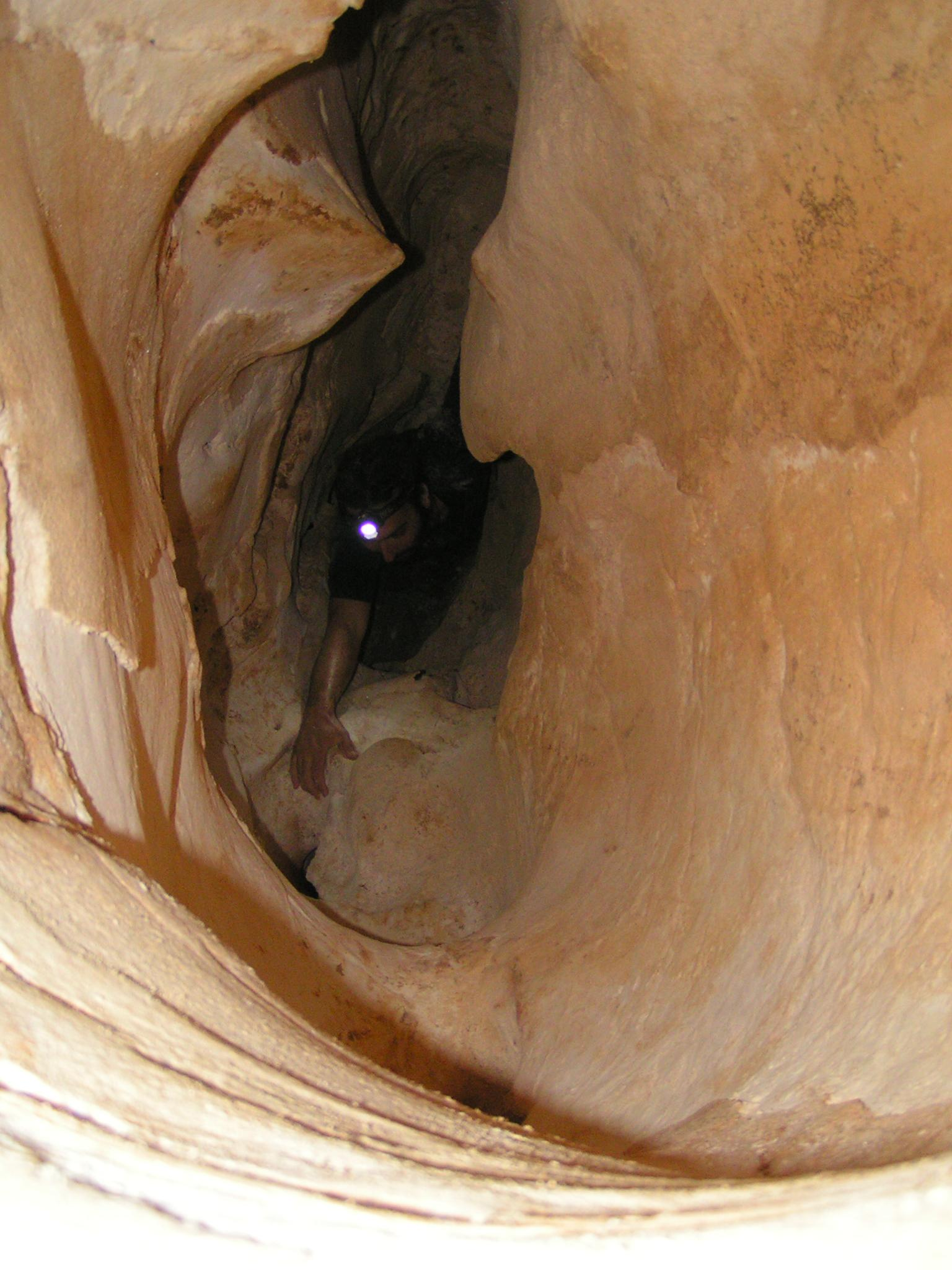
Verbindungsgang in der oberen Ebene der Höhle

### Struktur der Höhle

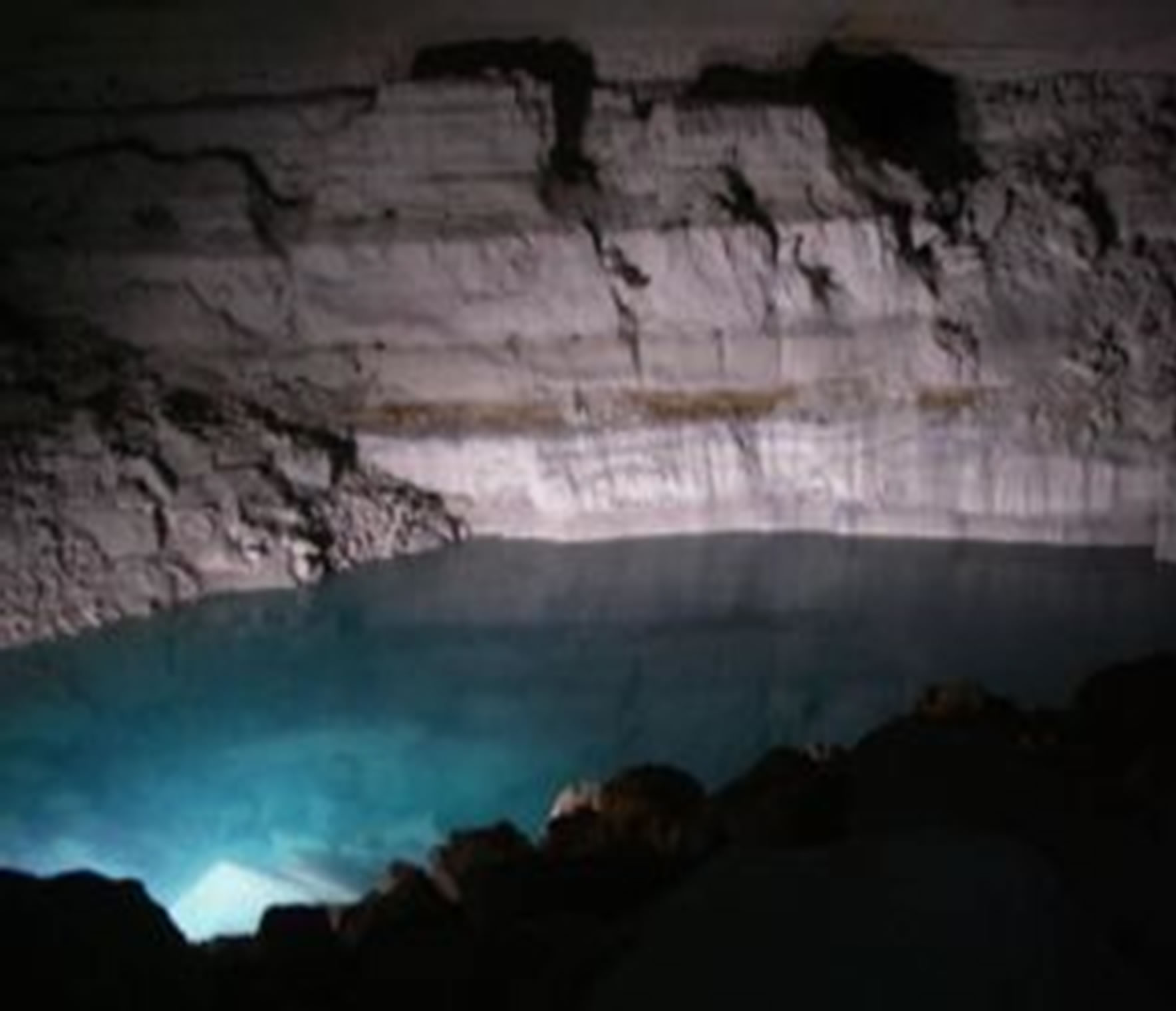
Ajalon-Höhle, große Kammer mit dem Höhlensee, im Vordergrund und hinten links Trümmer von zurückliegenden Deckeneinstürzen

Trotz der geringen Größe des Landes ist Israel außerordentlich reich an Höhlen, die meisten davon sind Karsthöhlen. Im Karst besteht ein hohes Risiko plötzlicher Einstürze unterirdischer Hohlräume, sowohl in Steinbrüchen als auch in Siedlungen auf nur unzureichend untersuchtem Boden. In der Vergangenheit kam es im Bereich der Ayalon Saline Anomaly wiederholt zu derartigen Einbrüchen, auch in unmittelbarer Nähe zu bewohnten Häusern. Im Dezember 1997 ereignete sich im Steinbruch der Nesher Israel Cement Enterprises ein tödlicher Unfall. Die Decke eines Hohlraums war durch die Abbauarbeiten so dünn geworden, dass eine Planierraupe mit dem Fahrer 40 Meter in die Tiefe stürzte. Seither wurden im Steinbruch während des Abbaubetriebs zahlreiche Bohrungen durchgeführt, um Gefahrenstellen frühzeitig zu erkennen. Dabei wurden am nördlichen und östlichen Rand des Steinbruchs, in der Umgebung der Ajalon-Höhle, wiederholt Hohlräume entdeckt, die aber nicht deren Ausmaß hatten und teilweise bereits eingestürzt waren.
Die Ajalon-Höhle ist eine Karsthöhle in der Oberkreide Israels, die aus einer Anzahl von engen, teilweise vertikalen Gängen mit einer Gesamtlänge von 2.780 Metern besteht. Die Höhle erstreckt sich auf zwei Hauptebenen über 11,30 bis 49 Meter Höhe über dem Meeresspiegel und nimmt eine Fläche von nur etwa 100 × 140 Metern ein. Die obere Ebene liegt in einem Bereich von 40 bis 49 Metern über dem Meeresspiegel. Sie besteht vorrangig aus engen, labyrinthartig miteinander verbundenen Gängen mit rundem oder elliptischem Querschnitt und 0,30 bis 1,40 Metern Durchmesser. Die Gesamtlänge der Röhren in der oberen Ebene beträgt fast 2000 Meter, das sind etwa drei Viertel der Höhlenlänge. Die Röhren sind teilweise eingestürzt oder mit Ton verfüllt. Ein Teil der Wände ist mit Calcitkrusten bedeckt, die an einigen Stellen die Röhren überwiegend oder vollständig verschlossen haben.
Die untere Ebene liegt zwischen 11,30 und 32 Metern über dem Meeresspiegel und ist mit der oberen Ebene durch vertikale Schächte verbunden. Sie weist breitere Durchgänge und drei Kammern auf. Der untere Bereich ist durch wesentlich mehr Einstürze als die obere Ebene gekennzeichnet, viele Gänge sind dadurch unpassierbar geworden. Die größte Kammer ist etwa 200 Meter vom Höhleneingang entfernt und bildet eine mehr als 30 Meter hohe Halle mit einem Durchmesser von 40 Metern. Die Wände der Halle sind mit hellen Calcitkristallen bedeckt. Sie bilden am unteren Teil eine etwa fünf Zentimeter starke Schicht, die nach oben hin dünner wird.
Über der Halle befindet sich eine nur etwa 30 Meter starke Gesteinsschicht. Obgleich die Halle frei steht, haben Berechnungen ergeben, dass sie nur eine geringe Stabilität aufweist. Dieser Befund wird dadurch gestützt, dass seit der Entstehung des Hohlraums Teile der Decken in den Kammern herabgestürzt sind, und einige Gänge durch Trümmer und Verformungen blockiert sind.
Einen Teil der Hallenfläche nimmt ein im Jahr 2006 etwa vier Meter tiefer Höhlensee ein, in dem sich salzhaltiges Grundwasser mit einer hohen Konzentration von Schwefelwasserstoff befindet. Unter der Wasseroberfläche befinden sich Karren, deren Entstehung auf eine absteigende Wasserströmung zurückgeführt wird. Die Analyse des Wassers ergab in den tieferen Bereichen eine Temperatur von 28,5 bis 30 °C, 4,5 ppm Schwefelwasserstoff, einen pH-Wert von 6,8 und einen Salzgehalt von 490 bis 1300 mg/l an Chlorid. Das Wasser des Sees ist unterhalb von einem Meter Tiefe anoxisch. Die Schicht schwefelhaltigen Thermalwassers wird durch nur etwa 25 °C warmes Oberflächenwasser überlagert, dessen Eigenschaften weitgehend mit dem umgebenden Grundwasser übereinstimmen, und in dem die Krebstiere des Sees leben.

### Hydrogeologie
Die Ajalon-Höhle befindet sich im Bereich des Yarkon–Taninim-Aquifer, dem wichtigsten Süßwasserreservoir Israels. Der Yarkon-Taninim-Aquifer hat seinen Namen von zwei durch ihn gespeiste Quellen. Der Yarkon entspringt aus Süßwasserquellen etwa 15 Kilometer östlich von Tel Aviv. Der Taninim bezieht hingegen salzhaltiges Wasser aus etwa 60 Kilometer nördlich gelegenen Quellen. Der Yarkon-Taninim-Aquifer wird aus Niederschlägen in den Bergregionen im Westjordanland gespeist und verläuft am Ostrand der israelischen Küstenebene vom Karmel im Norden bis südlich von Beʾer Scheva. Obwohl er seit fast einem Jahrhundert genutzt und untersucht wird, ist seine genaue Struktur bis heute unklar. Unstrittig ist, dass er aus zwei voneinander isolierten jeweils etwa 350 Meter starken Aquifers gebildet wird, die meist gemeinsam betrachtet werden und so einen Grundwasserleiter von 700 bis 1000 Metern Stärke bilden.
Der Aquifer ist durch intensive Wasserentnahme bedroht. Die Wasserentnahme durch Israel übersteigt die Grundwasserneubildung deutlich, so dass es seit den 1950er Jahren zu einem Absinken des Grundwasserspiegels und wegen der geringeren Wassermenge zu einem Anstieg des Salzgehalts im Grundwasser gekommen ist. Eine weitere Bedrohung ist der Eintrag von Nitrat aus ungeklärten Abwässern, sowohl in Israel als auch im Westjordanland.
Schwefel- und salzhaltiges Grundwasser ist in der Region bereits 1932 entdeckt worden, später wurde aus zahlreichen Brunnen in der Gegend Grundwasser mit einem unerklärlich hohen Salzgehalt gefördert. Der betroffene Bereich, die Ayalon Saline Anomaly, erstreckt sich über ein Gebiet von 200 Quadratkilometern. Zunächst waren Geologen von verschiedenen möglichen Ursachen an der Erdoberfläche ausgegangen, darunter aus mineralhaltigem Gestein ausgewaschenes Salz und Rückstände von Düngemitteln.
Im Nesher-Steinbruch und in seiner Umgebung wurden über einen Zeitraum von vier Jahren die Wasserverhältnisse untersucht. Durch die Analyse von Wassertemperatur, Mineralstoffgehalt und Konzentration von Schwefelwasserstoff in dem Wasser aus 68 Bohrlöchern in der Region wurde festgestellt, dass die Ayalon Saline Anomaly, in deren Zentrum der Steinbruch mit der Ajalon-Höhle liegt, tatsächlich durch Thermalquellen gespeist wird. Im Schlusssatz ihrer Veröffentlichung, die wenige Wochen vor der Entdeckung der Ajalon-Höhle erschien, wiesen die Forscher auf die Gefahren durch große Hohlräume unter der Erdoberfläche hin, die bei Baumaßnahmen und in Steinbrüchen der Region berücksichtigt werden sollten.

### Entstehung der Ajalon-Höhle
Die Ajalon-Höhle ist durch das in ihrem Bereich austretende salz- und schwefelhaltige Thermalwasser entstanden, das sich mit dem vorhandenen Grundwasser vermischte und bereits vorhandene Risse im Gestein erweiterte. Bis vor wenigen Jahrzehnten war die untere Ebene der Höhle überflutet. Die chemische Zusammensetzung des Wassers, die Beschaffenheit der Höhlenwände und die vorgefundene Mikrofauna lassen den Schluss zu, dass der Prozess der Höhlenbildung noch im Gange ist. Darin ist die Ajalon-Höhle mit den Grotten von Frasassi in Italien und der Höhle von Movile in Rumänien vergleichbar. Derartige Höhlen entstehen, wenn der Schwefelwasserstoff austretenden Thermalwassers mit gelöstem Sauerstoff im umgebenden Grundwasser reagiert, oder von Mikroben zu Schwefelsäure oxidiert wird. Die entstandene Schwefelsäure reagiert im einfachsten Fall mit dem umgebenden Kalkstein und wandelt ihn in Gips und Kohlensäure um:
{\displaystyle \mathrm {{\text{(1)}}\quad H_{2}S\ +2\ O_{2}\longrightarrow \ H_{2}SO_{4}} }
{\displaystyle \mathrm {{\text{(2)}}\quad CaCO_{3}\ +\ H_{2}SO_{4}\longrightarrow \ CaSO_{4}+\ H_{2}CO_{3}} }
Daneben kommt es im Rahmen des bakteriellen Stoffwechsels und in Abhängigkeit von den verfügbaren Stoffen zu anderen chemischen Reaktionen in unterschiedlichem Umfang. Beteiligt sind regelmäßig Schwefel, Sauerstoff, Kohlenstoff und Stickstoff, bei einigen dieser Reaktionen entstehen ebenfalls Säuren, die den Kalkstein angreifen.

## Speläobiologie

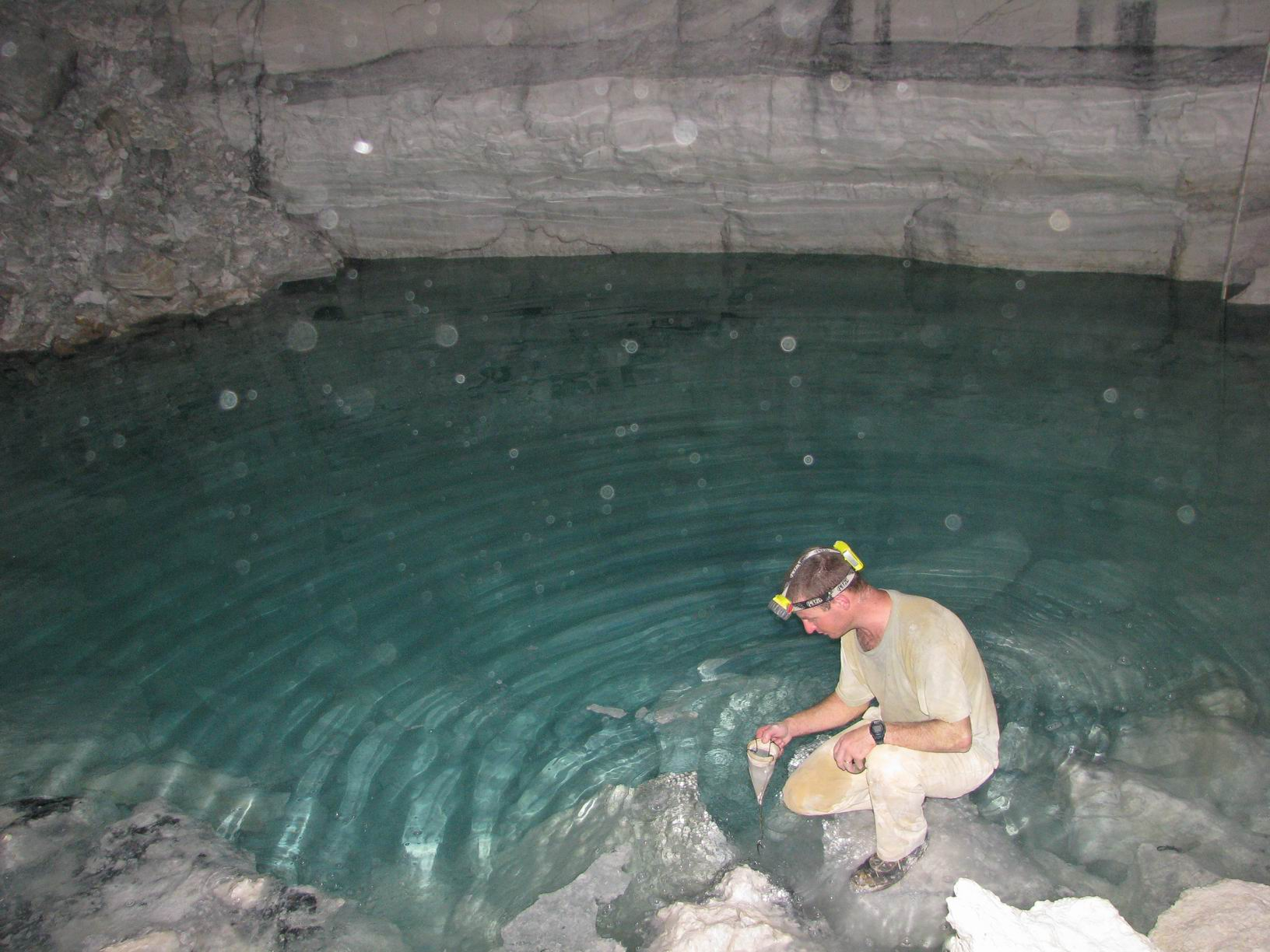
Fang von Krebstieren im See der Ajalon-Höhle

### Umweltbedingungen
Die Ajalon-Höhle bildete bis zu ihrer Öffnung ein von der Außenwelt abgeschlossenes Ökosystem, in das wegen einer darüber liegenden und Dutzende Meter starken Kalksteinschicht weder Wasser noch organisches Material von der Oberfläche eindringen konnte. Die Lufttemperatur schwankt in den meisten Bereichen der Höhle zwischen 26 und 28 °C bei einer Luftfeuchtigkeit von mehr als 94 %. Die Atmosphäre weist in der unteren Ebene der Höhle einen hohen Gehalt von Schwefelwasserstoff auf.
Die in der Höhle existierenden Organismen waren ständig auf die von chemoautotrophen Bakterien erzeugte Biomasse angewiesen. Solche Ökosysteme sind weltweit selten, in Israel wurde ein derartiges System erstmals 1968 mit der Quelle En Nur in Tabgha am See Genezareth beschrieben, ohne jedoch eine eingehende Untersuchung durchzuführen. In dieser Quelle wurde bereits 1909 die nur dort lebende Krebsart Typhlocaris galilea gemeinsam mit Tethysbaena relicta entdeckt, die beide einen nahen Verwandten in der Ajalon-Höhle haben. Weitere Forschungen in der Höhle von Movile und den Grotten von Frasassi führten erst in den 1990er Jahren zu der Erkenntnis, dass unterirdische Ökosysteme auf der Basis von Chemoautotrophie existieren können.
Bakterien, wie jene der Gattung Beggiatoa, gewinnen aus dem Schwefelwasserstoff des Wassers Energie, die sie zur Bildung von Biomasse aus dem im Wasser gelösten Kohlenstoffdioxid verwenden. Schwefelwasserstoff und Sulfide wirken auf aerobe Organismen toxisch, und sie verursachen durch die Bindung von Sauerstoff Hypoxie. Eine an Schwefelverbindungen reiche Umgebung erfordert daher von höheren Organismen spezielle Anpassungen. Solche Anpassungen sind beispielsweise die Bildung Sauerstoff-bindender Proteine zum Transport oder zur Bevorratung im Körper, oder Endosymbiosen mit schwefeloxidierenden Bakterien.

### Biodiversität
Höhlen sind in der Regel im Vergleich zu oberirdischen Habitaten artenarm. Bei wenigen Höhlen wurde allerdings festgestellt, dass sie ein vergleichsweise breites Artenspektrum beherbergen. Faktoren, die Höhlen mit hoher Biodiversität häufig gemeinsam haben, sind die Lage in einer Karstlandschaft, das Herabreichen in die phreatische Zone, eine hohe Produktion organischer Stoffe, insbesondere durch Chemoautotrophie, und eine große Länge. Die Ajalon-Höhle vereinigt all diese Faktoren auf sich. Eine vergleichende Untersuchung von auf Chemoautotrophie basierenden Höhlenfaunen zeigte, dass ein höherer Anteil chemoautotroph erzeugter Biomasse mit komplexeren Lebensgemeinschaften und einer größeren Artenvielfalt bei den wirbellosen Tieren einherging. Die besondere Bedeutung der Ajalon-Höhle liegt auch darin, dass hier in einem abgeschlossenen, vollständig auf Chemoautotrophie basierenden System eine Vergesellschaftung von Wasserbewohnern und landlebenden Tieren vorgefunden wurde.
Bereits kurz nach ihrer Entdeckung wurde die Ajalon-Höhle von Mitarbeitern der Hebräischen Universität von Jerusalem untersucht. Sie fanden im salzhaltigen Wasser des Höhlensees verschiedene Bakterien, Einzeller, und vier Arten von Krebstieren. Die im Höhlensee lebenden Krebstiere sind teilweise marinen Ursprungs, und teilweise mit Süßwasserkrebsen verwandt. Auf dem trockenen Teil der unteren Ebene, aber stets in der Nähe des Höhlensees, wurden vier landgebundene Wirbellose entdeckt. Darunter befanden sich Akrav israchanani, ein blinder Skorpion, von dem nur noch etwa 20, nach anderen Angaben 32, tote Exemplare aufgefunden wurden, und der Pseudoskorpion Ayyalonia dimentmani. Sechs der Tierarten waren bisher unbekannt und wurden in den folgenden Jahren erstmals beschrieben, bei einem Springschwanz der Gattung Troglopedetes stehen die Identifizierung auf Artebene und gegebenenfalls die Erstbeschreibung noch aus.

### Makrofauna
| Wissenschaftlicher Name       | Klasse, Ordnung                                  | Endemit | Anmerkungen |
| ----------------------------- | ------------------------------------------------ | ------- | --- |
| Akrav israchanani             | Spinnentiere, Skorpione (Scorpiones)             | ja      | ausgestorben, nur etwa 20 vertrocknete Hüllen in der Sammlung der Hebrew University of Jerusalem, nach Israel Naaman Reste von 32 toten Tieren vorgefunden; die Einordnung in eine neue monotypische Familie ist angezweifelt worden |
| Ayyalonia dimentmani          | Spinnentiere, Pseudoskorpione (Pseudoscorpiones) | ja      | häufig, auf den Felsen rund um den Höhlensee |
| Lepidospora ayyalonica        | Insekten, Fischchen (Zygentoma)                  | ja      | nur ein männliches Exemplar, möglicherweise erst nach deren Öffnung in die Höhle gelangt |
| Troglopedetes sp.             | Springschwänze, Entomobryomorpha                 | (ja)    | wahrscheinlich eine neue Art; Identifikation auf Artebene bislang nicht möglich, wegen fehlenden Vergleichsmaterials |
| Tethysbaena ophelicola        | Höhere Krebse, Thermosbaenacea                   | ja      | mariner Ursprung, alle Lebensstadien in großen Mengen im Höhlensee |
| Typhlocaris ayyaloni          | Höhere Krebse, Zehnfußkrebse (Decapoda)          | ja      | mariner Ursprung, zu hunderten im Höhlensee, aber keine Jugendstadien, die größten Lebewesen in der Ajalon-Höhle |
| Metacyclops longimaxillis     | Ruderfußkrebse, Cyclopoida                       | ja      | im Vergleich zu anderen Arten der Gattung auffallend lange Maxillen; in der Ajalon-Höhle in sehr großer Zahl in allen Altersstufen                                                                                                   |
| Metacyclops subdolus auctorum | Ruderfußkrebse, Cyclopoida                       | nein    | seit 1938 Funde in Italien und anderen europäischen Mittelmeerländern, in Quellen am Toten Meer und in der nördlichen Negev-Wüste; nur wenige ausgewachsene und junge Tiere in der Ajalon-Höhle                                      |

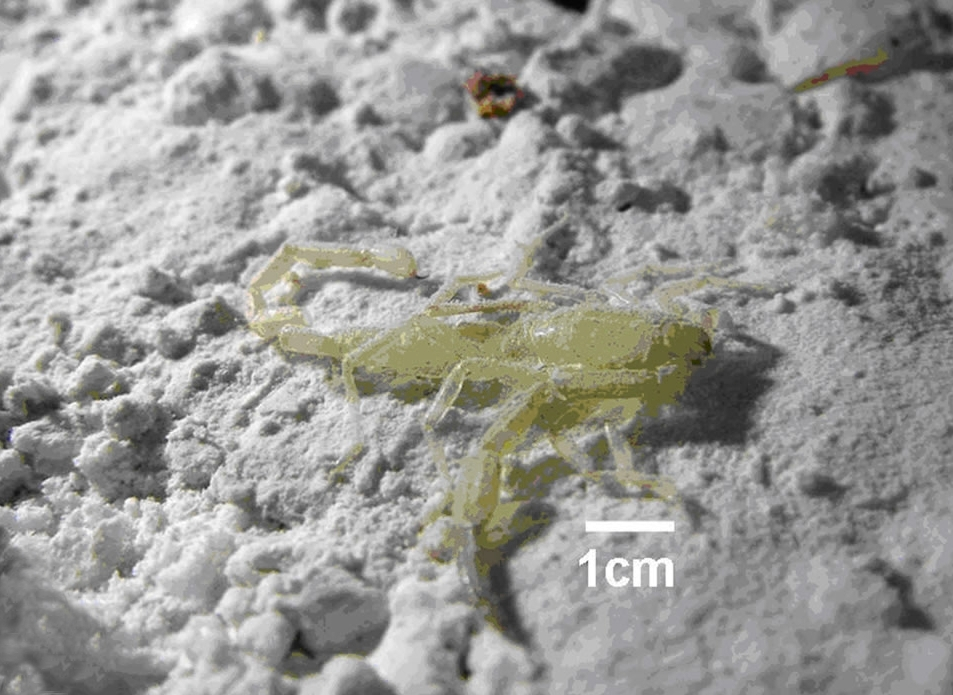
Akrav israchanani, vertrocknete Hülle

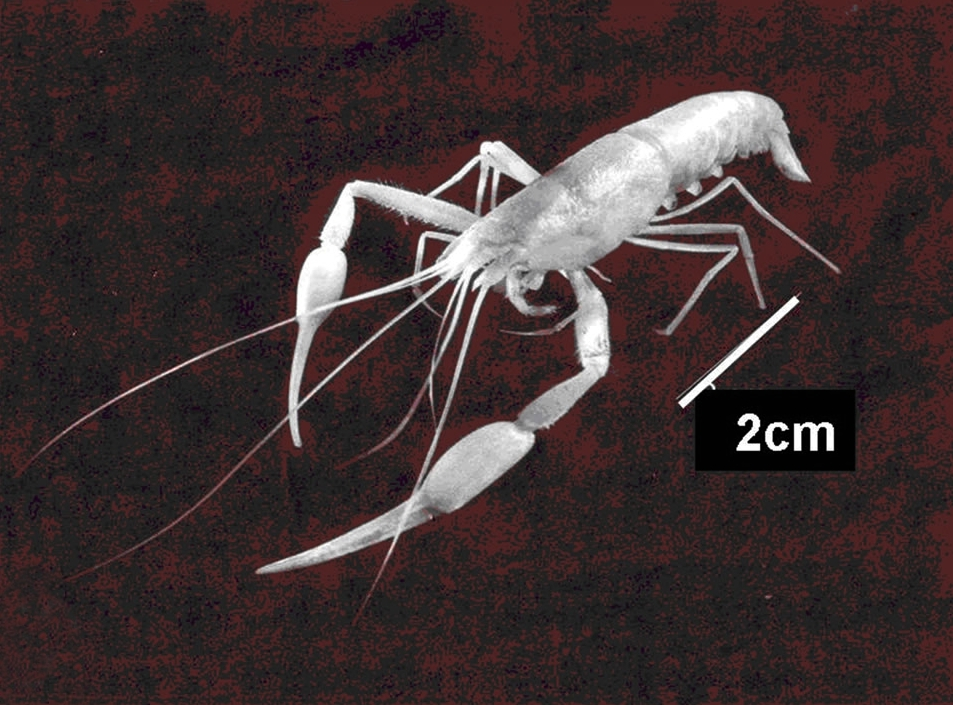
Typhlocaris ayyaloni, das größte Lebewesen der Höhle

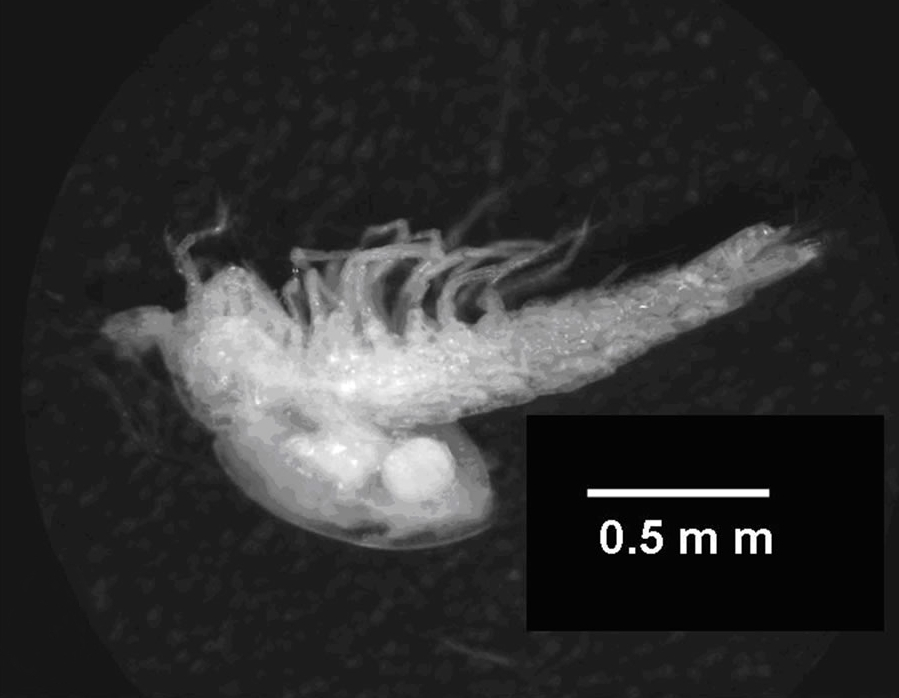
Tethysbaena ophelicola, weibliches Tier mit Bruttaschen

Die Verbreitung troglobionter Skorpione ist weitgehend auf die Tropen beschränkt. Das Auffinden einer Art höhlenbewohnender Skorpione in Israel, außerhalb der Tropen, war daher überraschend. Gemeinsam mit den Krebstieren der Höhle wurden sie als Reliktfauna aus der Zeit des tropischen Ozeans Tethys gedeutet. Andere Erklärungsversuche sehen sie als Teil eines unterirdischen Ökosystems, das sich eigenständig entwickelt hat. Schließlich wird die Möglichkeit in Betracht gezogen, dass die Skorpione sich nicht mit den Krebstieren entwickelt haben, sondern zu einem späteren Zeitpunkt die Höhle besiedelten und eingeschlossen wurden.
Von den im Höhlensee lebenden Krebstieren Typhlocaris ayyaloni und Tethysbaena ophelicola gibt es nahe verwandte Arten in Israel. Typhlocaris galilea stammt von einer einzigen Fundstelle am See Genezareth. Auch Tethysbaena relicta ist nur von Fundorten im Grundwasserstrom unterhalb des Jordangrabens bekannt. Dieses Grundwassersystem hat keine direkte Verbindung zum Yarkon–Taninim-Aquifer und zur Ajalon-Höhle. Es wird angenommen, dass der Ursprung beider Arten der Ajalon-Höhle im Jordangraben liegt, und dass sie vor langer Zeit isoliert wurden. Die beiden Arten der Gattung Metacyclops sind im Höhlensee in sehr unterschiedlichen Zahlen vertreten. Von Metacyclops subdolus wurden nur wenige erwachsene und junge Tiere gefunden, während Metacyclops longimaxillis in sehr großer Stückzahl in allen Altersstufen vorkommt. Metacyclops longimaxillis scheint besser an die hohe Temperatur und den hohen Salz- und Schwefelgehalt des Höhlensees angepasst zu sein und sich daher zu vermehren.
Um die Ausdehnung des unterirdischen Ökosystems festzustellen, wurden auch außerhalb der Höhle Untersuchungen durchgeführt. Dazu wurde Wasser aus Bohrungen, die im Steinbruch aus Sicherheitsgründen gesetzt werden und bis in das Grundwasser reichen, alte Beobachtungsbrunnen der Wasserbehörde, aufgegebene Brunnen und Tümpel im Umkreis von mehreren Hundert Metern überprüft. Metacyclops subdolus wurde in Bohrlöchern in der Nähe der Höhle und in einem oberirdischen, vom Grundwasser gespeisten Tümpel gefunden. Das Gleiche gilt für Typhlocaris ayyaloni, von dem zwar hunderte ausgewachsene Tiere, aber keine Jungtiere oder Eier tragende weibliche Tiere im Höhlensee gefunden wurden. Auch von dieser Art wurden Tiere in Bohrlöchern außerhalb der Höhle gefangen. Es wird angenommen, dass diese Arten mit zufließendem Grundwasser in die Höhle gelangen oder sie aktiv zur Nahrungsaufnahme aufsuchen, und dass sie sich unter für sie günstigeren Wasserbedingungen außerhalb der Höhle fortpflanzen.
Für andere Habitate in Israel endemischer Krebstiere, wie die El Nur-Quelle in Tabgha als Fundort von Typhlocaris galilea, wurde das Auftreten mehrerer Arten von Schnecken, Fadenwürmern und eines Wenigborsters beschrieben. In der Ajalon-Höhle fehlen Vertreter dieser Tiergruppen, allerdings wurden im Lehmboden eines ursprünglich wassergefüllten Teils der Höhle Grabgänge entdeckt, die mit keiner der gefundenen Tierarten in Zusammenhang gebracht werden können.

### Mikrofauna
Die ersten Forschungen an chemolithoautotrophen Bakterien aus Schwefelquellen wurden bereits in den 1880er Jahren von Sergei Nikolajewitsch Winogradski durchgeführt. Während des folgenden Jahrhunderts war die Erforschung derartiger Mikroorganismen dadurch erschwert, dass sie sich mikroskopisch oft nicht unterscheiden lassen und die meisten chemoautotrophen Bakterien nicht im Labor kultiviert werden können. Erst die Genanalyse ermöglichte die genaue Identifizierung vorgefundener Bakterien, und Isotopenuntersuchungen von bakteriellen Ansammlungen und Proben von Luft, Wasser und Gestein halfen bei der Darstellung der Stoffwechselvorgänge. Es konnte festgestellt werden, dass die Bakterienfaunen der bislang untersuchten Höhlen sehr komplex sind, gemeinsam ist allen die Anwesenheit von Grünen Schwefelbakterien, Gammaproteobacteria und Epsilonproteobacteria. Eine erschöpfende Untersuchung der gesamten Bakterienfauna und der mit ihr assoziierten Stoffkreisläufe hat bislang in keiner Höhle stattgefunden.
Das Ökosystem der Ajalon-Höhle basiert auf der von großen Mengen schwefeloxidierender Bakterien produzierten Biomasse. Auf 40 bis 100 % der Oberfläche des Höhlensees treiben Matten aus Bakterien, die Ufer des Sees sind von ihnen bedeckt. Die Bakterienrasen bestehen vorrangig aus Beggiatoa-ähnlichen fadenförmigen Bakterien, in deren Vakuolen Schwefel eingeschlossen ist. An den Bakterienmatten bilden sich Calcit-Kristalle, und wenn die Matten dadurch eine kritische Masse überschreiten, sinken sie auf den Grund des Sees. Da auf dem Grund des Sees keine Reste dieser Matten vorgefunden wurden, ist unklar, ob die Matten später wieder auftauchen oder ob Calcit und Bakterienmatten sich in den tieferen Wasserschichten auflösen. Daneben wurden weitere Bakterien und als einzellige Organismen zahlreiche Ciliaten und Amoebozoa gefunden. Bis zum Jahr 2013 waren weder die Bakterienfauna noch die Einzeller der Ajalon-Höhle eingehend untersucht worden.

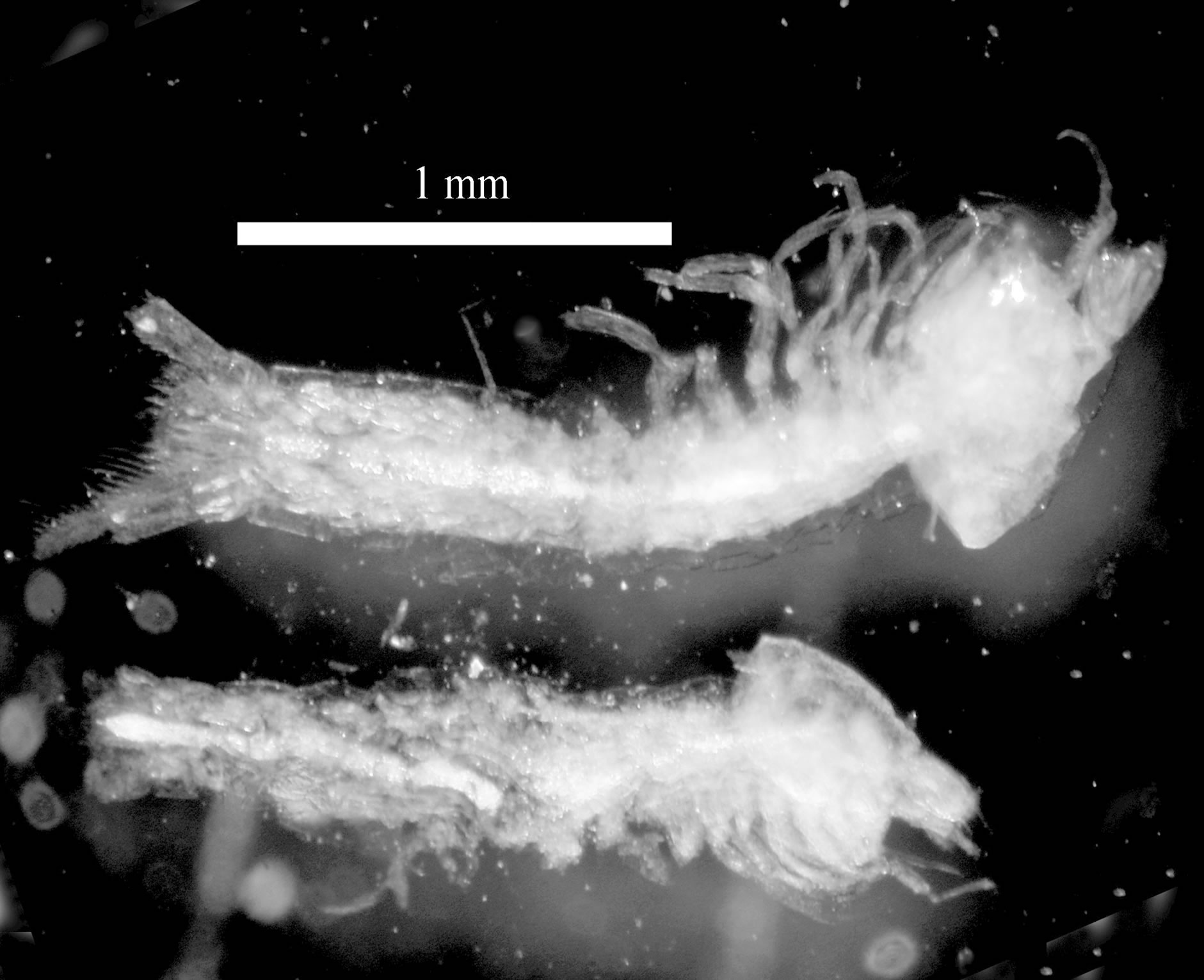
Tethysbaena ophelicola, subadulte Tiere, der mit Bakterien gefüllte Darm ist hell hervorgehoben

### Nahrungskette
Bei der Isotopenuntersuchung der Skorpione in der Ajalon-Höhle wurde ein PDB-Wert von etwa –0,36 ‰ gemessen. Eine Ernährung von Bodenlebewesen aus einer normalen Atmosphäre würde zu einem Wert von –0,25 bis –0,18 ‰ führen, und die abweichenden Werte deuten auf eine Ernährung von organischer Substanz aus der Höhle hin. Die Isotopenverhältnisse von Sauerstoff und Kohlenstoff bei Bakterien und höheren Lebewesen der Höhle zeigten, dass die Bakterien die Energiequelle des ganzen Ökosystems sind.
Die untersuchten Därme der besonders zahlreichen Krebse der Art Tethysbaena ophelicola waren mit Bakterienzellen förmlich vollgestopft. Eine Untersuchung des Darminhalts von zwei Exemplaren der Art Typhlocaris ayyaloni zeigte, dass auch sie sich direkt von den Bakterienrasen und von kleineren Krebstieren der Art Tethysbaena ophelicola ernährten. Es ist nicht geklärt, ob es sich um eine bloße Nahrungsverwertung handelt, oder ob die Krebstiere mit den Bakterien eine endosymbiontische Beziehung unterhalten.
Für den weiteren Aufbau der Nahrungskette, oder der aquatischen und terrestrischen Nahrungsketten, gibt es verschiedene Erklärungsversuche. So sieht ein Ansatz vor, dass die in sehr großer Zahl vorhandenen Metacyclops longimaxillis und Tethysbaena ophelicola permanente Bewohner des Höhlensees sind, und als Konsumenten von Bakterien am Anfang der Nahrungskette stehen. Typhlocaris ayyaloni und Metacyclops subdolus haben hingegen ihren eigentlichen Lebensraum in anderen Bereichen des Grundwassers und suchen den Höhlensee nur zur Nahrungsaufnahme auf. Soweit es die Stygobionten betrifft, steht Typhlocaris ayyaloni ohne Zweifel am Ende der Nahrungskette.
In Bezug auf die terrestrischen Bewohner der Höhle wird der Springschwanz Troglopedetes sp. als Primärkonsument betrachtet, der sich unmittelbar von den Bakterien am Ufer des Höhlensees ernährt und auch auf den im Wasser treibenden Bakterienmatten gefunden wurde. Er dient wiederum den räuberischen Pseudoskorpionen als Nahrung. Eine Untersuchung der Biologie und Ökologie von Akrav israchanani war nicht mehr möglich, doch andere höhlenbewohnende Skorpione sind in ihren Ökosystemen die bedeutendsten Prädatoren.

## Biotop- und Artenschutz

### Grundwasserabsenkung

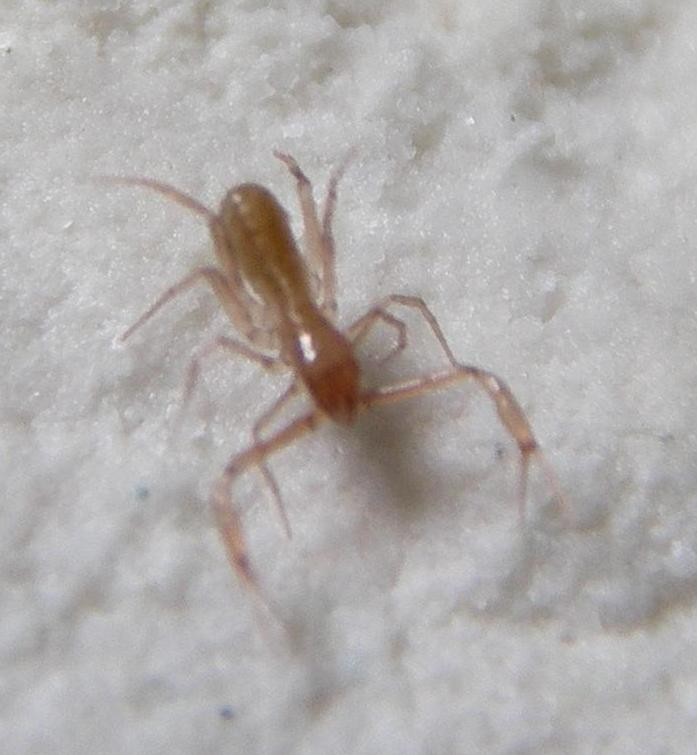
Ayyalonia dimentmani, ein Pseudoskorpion aus der Ayalon-Höhle

Die Seltenheit solcher Ökosysteme wie der Ajalon-Höhle, ihr großes Maß an Biodiversität und der hohe Anteil von Endemiten in ihrer Fauna hat bereits zu der Forderung geführt, unverzüglich Maßnahmen zu ihrem Schutz zu ergreifen. Schon die zufällige Öffnung eines Zugangs zur Höhle kann das Biom beeinträchtigt haben. Wesentlich stärkere Auswirkungen hat das Absinken des Grundwasserspiegels aufgrund übermäßiger Wasserentnahme aus dem Aquifer. Für den Bereich der Ajalon-Höhle ist seit 1951 ein Absinken des Grundwasserpegels um 13 Meter festgestellt worden. Dadurch sank die Fläche des Höhlensees von etwa 4.000 auf etwa 400 Quadratmeter, und ein großer Teil der noch im Prozess der Höhlenbildung befindlichen Gänge und Kammern fiel trocken.
Die durch die Verkleinerung des Lebensraums geringere Produktion von Biomasse wird als möglicher Grund für das Aussterben des Skorpions Akrav israchanani angesehen, der mit seiner Position am Ende der Nahrungskette in besonderem Maß von Störungen des Ökosystems betroffen war. Darauf deutet auch hin, dass die meisten toten Skorpione an den Höhlenwänden einige Meter über dem aktuellen Wasserspiegel gefunden wurden. Die Lage der toten Skorpione und ein Abgleich mit den rekonstruierten Wasserständen in der Höhle erlaubte die Feststellung, dass Akrav israchanani zwischen 1960 und 1991 ausgestorben ist. Den Hypothesen eines schleichenden Aussterbens halten einige Arachnologen entgegen, dass Skorpione auf Nahrungsmangel mit Kannibalismus reagieren, für den es bei den vorgefundenen toten Skorpionen keine Hinweise gibt. Sie erwägen als Erklärung ein plötzliches katastrophales Ereignis wie den Ausbruch größerer Mengen Schwefelwasserstoffs, ohne jedoch das Überleben der Pseudoskorpione und Springschwänze in der Höhle zu erläutern.
Im Oktober 2010 erreichte der Grundwasserspiegel im Bereich der Ajalon-Höhle mit etwa 11,30 Metern über dem Meeresspiegel einen historischen Tiefstand. Damit steht der Höhlensee unmittelbar vor dem Trockenfallen, für die Bakterienmatten auf der Wasseroberfläche gibt es keinen Raum mehr. Selbst wenn an unterirdischen Kontaktflächen des Thermalwassers mit dem Grundwasser noch eine chemoautotrophe Energiegewinnung durch Bakterien stattfindet, besteht für die Landtiere der Ajalon-Höhle die unmittelbare Gefahr des Aussterbens.

### Steinbruch
Bereits unmittelbar nach der Entdeckung der Ajalon-Höhle wurden von Nesher Israel Cement Enterprises als Betreiber des Steinbruchs und dem israelischen Ministerium für Infrastruktur gemeinsame Maßnahmen zur Sicherung und Erhaltung der Höhle getroffen. Der Betreiber des Steinbruchs erklärte, dass sein Unternehmen ungeachtet möglicher Störungen des Betriebs an der Erhaltung der Höhle und ihres Ökosystems interessiert sei. Zur Sicherung der Höhle als Naturdenkmal soll im Steinbruch eine trapezförmige Fläche im Bereich der Höhle unangetastet bleiben, während um sie herum der geplante Abbau fortgesetzt wird.

### Eindringen fremder Tierarten
Da dem Ökosystem der Höhle durch von außen eindringende Tiere eine große Gefahr droht, wurde der Zugang frühzeitig mit einer Tür gesichert. Deren Ränder und die bei früheren Erkundungsbohrungen entstandenen Verbindungen der Höhle zur Außenwelt wurden mit Polyurethan-Schaum verfüllt. Das war auch deswegen geboten, weil in der Höhle bereits Spinnen aus der oberirdischen Fauna gefangen wurden, die offenbar durch ein Bohrloch in die Höhle gelangt waren. Ungeachtet solcher Bemühungen und dem Bekenntnis zum Erhalt der Ajalon-Höhle als Karsterscheinung besteht die Sorge um die Bedrohung des Ökosystems fort. Die Gesteinsschicht über der Höhle ist bereits zur Hälfte abgetragen, und durch den Abbaubetrieb um die Höhle herum können sich Risse im Gestein bilden. Das erhöht die Gefahr des Eindringens oberirdischer Organismen, die das empfindliche System weiter stören und einzelne Faunenelemente vernichten könnten.
In der Roten Liste gefährdeter Arten der IUCN wird die Art Typhlocaris ayyaloni als „stark gefährdet“ (Endangered – EN) eingestuft. Die Einstufung wird mit der geringen Zahl der Fundorte und mit der beobachteten Verschlechterung des Habitats begründet. Für die übrigen Arten der Ajalon-Höhle war bis 2013 keine Einstufung erfolgt.
Das israelische Naturschutzgesetz von 1998 (Artikel 33 (a) des Gesetzes 5758-1998) ermächtigt den Umweltminister zum Erlass einer Verordnung über geschützte Naturgüter (Protected Natural Assets), die auch außerhalb ausgewiesener Naturschutzgebiete unter Schutz stehen. Die 2005 erlassene Naturschutzverordnung (Declaration on National Parks, Nature Reserves, National Sites and Memorial Sites Proclamation (Protected Natural Assets), 5765-2005) benennt zahlreiche Tier- und Pflanzenarten, Fossilien und geologische Formationen und basiert für Wirbeltiere und Pflanzen auf den israelischen Roten Listen. Von den Arten der Ajalon-Höhle ist lediglich die Gattung Typhlocaris namentlich aufgeführt.

## Der „Ophel“ als weltumspannendes Biom
Aus der Annahme, dass einzelne Arten der Ajalon-Höhle nur zur Nahrungsaufnahme den Höhlensee mit seinen reichen Nahrungsressourcen aufsuchen, folgt, dass es einen Transport von Biomasse aus dem Höhlensee in den umliegenden Grundwasserkörper gibt. Dieser mögliche horizontale Transport von Energie und die weltweite Verbreitung von Krebstieren der Ordnung Thermosbaenacea, die in der Ajalon-Höhle mit Tethysbaena ophelicola vertreten ist, bildet die Grundlage der von dem Zoologen Francis Dov Por entwickelten Theorie eines weltumspannenden, unterirdischen und von dem Eintrag von Energie von außen unabhängigen Bioms, das er als „Ophel“ bezeichnet. Im „Ophel“ bilden Schwefelbakterien und andere chemoautotrophe Bakterien aus schwefelhaltigem Thermalwasser Biomasse, und höhere Organismen ernähren sich von den Bakterien. Pors Theorie fand nicht uneingeschränkte Zustimmung. So wies der rumänische Zoologe Ştefan Negrea darauf hin, dass es in der Natur keine vollständig isolierten Systeme geben könne.

## Medienreaktionen und Veröffentlichungen
Am 31. Mai 2006 wurden die Entdeckung der Ajalon-Höhle und ihre außergewöhnliche Fauna von den Zoologen Amos Frumkin und Chanan Dimentman auf einer Pressekonferenz der Hebräischen Universität von Jerusalem geschildert. Darauf folgte eine umfangreiche Berichterstattung in israelischen Fernsehsendungen und den großen Zeitungen wie Haʾaretz, Maʿariv, Jediʿot Acharonot und Jerusalem Post. Auch internationale Medien berichteten zunächst über die Entdeckung, doch in den folgenden Jahren war die Ajalon-Höhle nur noch gelegentlich Gegenstand der Berichterstattung in Israel.
Die erste wissenschaftliche Veröffentlichung erfolgte in der Zeitschrift Nature am 8. Juni 2006 unter den Kurznachrichten. Eine detaillierte Darstellung der bis dahin vorliegenden Erkenntnisse lieferte Francis Dov Por 2007. In seiner Veröffentlichung stellte er das auf Chemolithoautotrophie basierende Ökosystem der Ajalon-Höhle dar und definierte den Ophel als zweite unterirdische Biosphäre. Mit seiner Diplomarbeit aus dem Jahr 2011 lieferte Israel Naaman die bislang umfassendste Darstellung zur Entstehung der Ajalon-Höhle, und ihrer Beeinflussung durch das anthropogene Absinken des Grundwasserspiegels während der vergangenen Jahrzehnte. Die Aufarbeitung der zoologischen Funde, einschließlich der Erstbeschreibung der neu entdeckten Arten und ihrer Veröffentlichung, ist bis heute nicht vollständig abgeschlossen. Bei zwei Metazoen ist der Status noch unklar, und zur Mikroflora liegen keine detaillierten Angaben vor. In Fachkreisen, insbesondere unter Speläobiologen, ist die Ajalon-Höhle mit ihrer Fauna nach wie vor von großem Interesse und sie wird immer wieder in wissenschaftlichen Publikationen zur Speläologie erwähnt.